# Lepanus villosus
Lepanus villosus là một loài bọ cánh cứng trong họ Bọ hung (Scarabaeidae).